# Modo
Modo (モド) はThe Foundry社が開発している3次元コンピュータグラフィックス (3DCG) 作成ソフトウェアである。2012年10月に最初の開発元であるLuxology社とThe Foundry社間において経営統合がなされたことにより、The Foundry社が提供する合成編集ツール「Nuke」などの製品ラインアップの一つとして加わった。日本では、株式会社ディストーム MODO JAPAN グループが代理店として日本語版のローカライズと販売を行なっている。ピクサーなどの主要なCG制作スタジオでも採用されている高機能ソフトウェアであり、開発の経緯からモデリングに特化したソフトウェアとしての印象が強いが、バージョン201以降モデリング以外の機能が大幅に拡張され、V-Ray等、有名プラグインもMODO用に参入した。
また、MODOはLightWave 3Dの初期開発スタッフ（LW3Dレイアウト開発者アレン・ヘイスティング氏とLW3Dモデラー開発者スチュワート・ファーガソン氏）を中心に開発されている。

## エディション
正式版の他に、教育関係者・学生向けエディションと、ゲーム配信サービスSteamのゲームで使うmodやインディーズゲームの制作用として特化した「MODO indie」がある。ともに大幅に安価だが教育用は商用不可、Steam版はSteam以外での利用不可（商用利用は可能）などの制限がある。
本家に15日間試用できる「modo Basic Trial」という無料体験版がある。（英語版のみ）

## 変遷

### modo101
Siggraph 2004で初めてのデモンストレーションが行われ、2004年の秋にリリースされた。
コードネームNexus（ネクサス）と呼ばれるLuxology独自の3DCGアプリケーション開発プロット上で製作された最初のアプリケーションということである。
※（Nexusの目的は複雑化する3DCGデザインのワークフローを今一度整理し直し、より効率的なモデリング、レンダリング、アニメーションなどの一連の作業を統合的に行える環境を整えることにあり、modoはその一環として製作されている。）
modo101新機能
- モデリング機能のみの実装である。

### modo201
2006年6月7日発売。日本語版は2006年6月中旬。
modo201新機能
- レンダリング機能の追加など。

### modo301
2007年9月発売。ポリゴン、サブディビジョンサーフェースによるモデリング機能、スカルプティング、3Dペイント、アニメーション、およびレンダリングができる統合パッケージへと進化を遂げている。
スカルプティングのような、普通は別アプリとして提供されるような機能が大胆に搭載された。
現在のmodoの骨格が完成したバージョンである。
modo301新機能
- スカルプト機能の搭載。
- 3Dペイント機能の搭載。
- 簡単なアニメーション機能の搭載(作業画面にanimateタブ追加)

ほか多数。
※ なお、1年後の2008年夏ごろに、マイナーアップデート版modo302が発売された。

### modo401
2009年6月20日ごろ発売。主にプロダクトや建築シーンを志向した機能が追加された。
主にSolidworksとの提携により生まれた機能をmodoにフィードバックしたためである。
modo401新機能
- アイテムプリセットの追加(ショートカット F6)。(事前に使用したアイテムを登録することですばやく別のシーンに追加できる)
- 作業画面上部にLayoutタブの追加(インテリアシーン用の作業画面である。プリセットブラウザーがデフォルトで表示されており、アイテムをドラッグ＆ドロップし素早くシーンをセットアップできる)
- 毛を表現する「fur」の追加。（[シェーダツリー]>[レイヤー追加]>「special」>「fur material」）
- リプリケーターの追加。
- 「Blurry Refraction」の追加（簡単に「すりガラス」が表現できるようになった）。
- 「クリアコート」の追加（クリアラッカーのようなコーティングによる塗膜の表現）。
- 「異方性反射」の追加。ステンレスの表現に有効。（マテリアル＞ラフネスの下に追加された。％で設定できる）
- カラーピッカーのみガンマ補正ができるようになった。
- トーンマッピングの追加（レンダリングウィンドウに設置された後処理機能。画像のトーンを抑えることができる）
- ボリュームライトの追加　(シェーダーツリー＞アイテムタブ＞ディレクションライト＞ディレクションライトプロパティ一番下のボリュームチェックボックス)
- シャドウキャッチャーの追加
- 被写界深度の追加（シェーダーツリー＞アイテムタブ＞「カメラ」>下部プロパティ＞タブ「カメラエフェクト」）F-stopが低いほどボケが大きく手前まで来る。大きければシャープになる。
- ペンツールに壁モードが追加され、壁の厚みを設定してトレースできるようになった。
- 回転を表現するモーションブラーエフェクトがかけられるようになった。
- バックドロップアイテムはコントラスト、輝度、透明度チャンネルを持つように変更された。
- 新しいUVの継ぎ目投影方法が導入され、ペイントおよびスカルプティング時のUVの継ぎ目の問題が減少した。
- ペイントはマルチスレッドに対応。
- エッジベベル（角の丸め）はより複雑なエッジ選択に対して高品質なベベルを生成するようになった。
- サーフェイスに対してノンバイアスのモンテカルロを設定できるようになった。（[シェーダツリー]>[base shader]>「Indirect illum type」）
- アイテムのスナップがXキーで使用可。選択されているアイテム、ピボット、センターに対して有効。
- Autodesk FBX は、古い2006と最新の2010ライブラリの両方をサポートするように更新された。
- COLLADA ローダーとセーバーがサポートされた。このプラグインはジオメトリの読み書きだけでなく、アニメーションもサポート。
- 現在選択しているエレメントの寸法を表示するバウンディングボックス表示ツール（寸法ツール）が追加。
- 二つのジョイントで定義される簡単な2Dのインバースキネマティクスの機能がmodo 401で有効に。
- パラメーターの数値がマウスホイールで小数点以下で微調整が可能になった。
- アンチエイリアスのかかり方が新たに追加された。（shader tree > render > settingタブの上から2つめに[Box], [Triangle], [Gaussian], [Catmull-Rom], [Michell-Netravali]、デフォルトは[Gaussian]）
- カーブレンダリング：実体の無いベジェ曲線にカーブがつけられる（曲線を選択した後、item>該当のメッシュ選択>メッシュプロパティ>中段にある「render curve」）

ほか多数。
また、modo401より、修正版はサービスパック (SP1, SP2, ...) といった表記になった。
このころ発売されたmodo関連商品
- Splash Kit(水しぶきや水滴のプリセット集)
- PHOTON CRAFTのデータ集（家具のプリセット集）

参考
- http://www.mars-inc.net/modo/401.introduction/

### modo501
2010年12月24日にmodo501日本語版発売。
Pixar社のサブディビジョンサーフェイス（P-Sub）のサポートが大きなトピックであった。
またレンダリング速度の大幅なスピードアップも驚きをもって迎え入れられた。
modo501新機能
- Mayaなどと互換させるため、P-Subという旧式のサブディビジョンサーフェスが搭載された。（モデリングビューでShift+tabキーで切り替え）
- スカルプトに、「マルチレゾリューション」チェックボックスが追加され、より快適にスカルプティングがしやすくなった。
- レンダリングスピードが大幅に高速化。（同時にプレビューレンダリングも高速化された）
- 「RayGL」の追加され、最終画面に近い状態で作業できるようになった。（プレビューレンダリング内で作業できるような感覚である）
- スケマティックビューの搭載。（いわゆるノード表示）
- P-Subモードのときのみ「エッジウェイト」が使用でき、より簡単な操作で角の丸みが表現できるようになった。
- モーションブラーを後処理で表現できるようになり、短いレンダリング時間でブラーエフェクトを表現できるようになった。
- 見えないファーの除去機能の搭載。(Fur materialのプロパティ中段の「View Frustum Culling」チェックボックス)
- 分割された巨大なテクスチャーが利用できるようになった。
- 「Displacement as Bump」の追加され、非常に重いディスプレースメントマッピングを使わなくても、通常のバンプより高性能な凹凸の表現ができるようになった。
- 被写界深度の改善：「カメラ」アイテムにある「カメラエフェクトタブ」上から4番目に「羽の枚数」が選べるようになった。同、上から五番目に「エッジウェイト」が選べるようになりぼけ味のシャープさを設定できる。
- アンチエイリアスのサンプル数が1024pixelまで選べるようになった。（従来は256pixelまで）
- マテリアルに物体が消えていくような効果「ディソルブ量」が設定できるようになった。
- 立体視レンダリングのサポート。（赤青メガネを使用することにより、立体的に見えることができる）
- マテリアルの表と裏に別々のグラデーションを設定することができるようになった。
- 輪郭線レンダリングができるようになった。（[シェーダツリー]>[最終カラー]>「輪郭」>「サーフェイス境界」）
- カラーピッカーがカスタム可能になりHDRもサポートされた。
- プレビューレンダリングウィンドウでマテリアルなどの上で右クリックをすると、現在のマテリアル設定値が表示されるようになった。
- メニューバーの「レンダー」ーのメニュー一番下に「レンダーリージョンツール」が追加。これを選択してドラッグすると矩形の部分のみがレンダリングされる。
- 等間隔にクローン：「duplicateタブ」の「clone」で1つ複製を作成＞「clone」ツールプロパティ中腹にある「between」チェックボックスにチェック ＞ 一番上に必要な数値を入れることで等間隔にクローンをつくることができる
- COLLADA 入出力オプションの追加

バグなど
- 501よりバンプシステムが大幅に変更になり、modo401からmodo501に持ってくるとバンプが強くなってしまうので、modo501用に修正する必要があった。
- バンプなどにバグが残っており、一部改善されていない。
- modoオリジナル方式のSDSに比べ、決してP-SUBは優れた方式ではない。あくまで他ソフトとの互換性を高めるものである。

参考
- modo501ツアー

### modo601
2012年3月1日 (日本語版は3月8日) に、modo601が発表された。前バージョンから約14ヶ月ぶりの登場となった。
主に、アニメ、キャラクター、人物の動きを重視した機能が多く追加された。
modo601新機能
- modo601では、かねてより非常に要望の高かった「ボーン」がついに搭載され、本格的なキャラクターアニメーションができるようになった。(IKinema社ライセンス)（これにより、モデリングからアニメまでmodo一本で完結できるようになり、アプリケーションを行き来する手間が大幅に減ることが期待される。）
- セルシェーダーが追加され、塗りも含めたアニメ調のレンダリングが可能になった。
- 以前よりプラグインとして別売りにされていた、物体の衝突をシミュレーションする「リコイル」がmodo本体に統合され、さらに布の衝突も扱えるようになった。
- テクスチャリプリケータ技術の搭載。
- エリアライトが可視化できるようになった。（従来は可視化しようとすると、エリアライトに発光を設定した板ポリゴンを重ねなくてはいけなかった。）
- 「スカイポータル」機能の追加。（外光の入る室内インテリアレンダリングにおいて、発生しやすいアーティファクトを低減させる補助機能）
- マテリアルに「Round Edge Widht」（ラウンドウェッジウェイト）が追加された。これにより、SDS上で非破壊タイプの角の丸めが可能になった。実際に形状を変えていないので変更が簡単にできる。（ただし擬似的な角の丸めなので、不都合が出る場合がある。その場合フリーズなどを使う必要がある）
- 「レンダーパス」という複数の設定のレンダリング結果を比較するツールができた。
- 「レンダーブーリアン」が搭載され、従来は形状をスライスして断面をレンダリングしていたが、この機能を使うことにより、非破壊的に断面をレンダリングすることができるようになった。
- リトポロジー機能（クリーンなポリゴンモデルを再生成する機能）専用画面が追加された。これにより3Dスキャナーや3DCADからのインポートなどで取り込まれた不具合の多いモデルを、きれいなメッシュモデルに再構築することができる。
- スリップUV機能：ポリゴンメッシュを動かすとメッシュ上のUVも変形されてしまったが、「スリップUV」を使うとメッシュ上のUVをうごかさずメッシュを変更できる。（トランスフォームツールにチェックボックスがついた）
- 人間の肌専用シェーダーとして、スキンシェーダーとヘアシェーダーが新たに搭載された。
- modo601から、アダプティブサブディビジョンがP-subでも使用できるようになった。
- Matcapという、光源の光の影響を受けないシェーダーが新たに搭載された。形状を把握するのに見やすい。（ZBrushに搭載されたものに近い。）
- レンダリング結果のウィンドウが進化し、従来に加え、画像に対して後処理なども行えるようになった。また、複数のレンダリング結果半透明で重ねてを比較する機能もついた。→「レンダーディスプレー機能」
- modo 601ではAlembic 1.0に対応した入出力プラグインに対応した（2012年時点で最新の3D入出力フォーマット。Alembicの基本コードはプロジェクトのGoogle Codeサイトよりダウンロードすることが可。）
- 履歴デフォーマーの搭載
- フォールオフツールにsoftimage XSI風の選択方法「ソフトセレクション」追加。(選択周辺にあるメッシュ等に距離に応じたウェイト値を設定)が搭載されている。
- 「シルエット表示チェックボックス」を搭載。「ipodのCM」のように[要説明]オブジェクトをシルエット表示できる。
- 601からRender Outputに新しくVolume専用のOutputが幾つか追加されており、Volume Depthを使うとDepthの情報がバッファに出る。
- 「丸めエッジ幅」の追加。オブジェクト同士がくっつきメタボール的な表現が出来る。マテリアルを設定し、マテリアルプロパティ内にある、サーフェース法線の丸めエッジ幅の数値を上げる。
- F8キーで出てくる「プレビューレンダラー」の上部に「フルレゾリューションモード」が追加された。実際のサイズまでレンダリングを続けてくれる。しかもプレビューレンダリングの上部メニュー[save]でフルレゾリューションでセーブも出来る。
- ペンツールのウォールモードが進化。壁の厚さも書いた直後なら変更できる。頂点に数字を表示できるチェックボックスが下部についた。
- 雲や煙などのボリュームレンダリングが追加。また水の流れをアニメーションするRealFlowのbinファイルも取り込み可能（[シェーダーツリー」＞「アイテム追加」＞下部の「ボリューム」＞マテリアルプロパティ「パーティクルソース」で変更）
- 3Dconnexionの3Dマウスが使えるようになった。素早くビュー操作ができる。

2012年6月19日 modo 601 SP2リリース　たくさんのバグが修正された。
2012年8月14日 modo 601 SP3リリース　たくさんのバグが修正された。
別売りプラグインなど
- modo601用に「CAD Loaders for modo」が別売りで発売され、従来「ポリゴン抜け」などが多く修正に非常に時間がかかっていた「IGES」などの3DCADデータが非常にきれいに取り込めるようになった。IGES,STEP,Parasolid等が読み込める上位版は695ドル(約56295円)、Parasolidのみの下位版は495ドル(約40095円)である。複数の同じ部品は取り込むときにリプリケーターとして取り込まれるため、動作が軽くなる。

- Power SubD-NURBS (http://www.luxology.com/store/Power_SubD-NURBS/index.aspx)

アメリカのカリフォルニア州サンディエゴのIntegrityWare社によってluxologyのために開発されたプラグイン。
これはsubdivisionとNURBSをつなげるプラグインで、modoで作ったsub-DをCADのNURBSにエクスポートできるツールである。601以降に使用できる。(595ドル/約48195円)
参考
- modo601ツアー

その他
- 3Dゲームエンジン「unity」開発ツールはmodoのlxoネイティブに対応している。
- ソリッドワークスのデータを直接読み込むことが出来る様になった。(ただし、32ビットのWindows版のみ)

### MODO 701
2013年3月26日発売。（日本語プレリリース版2013年4月10日〜12日予定）
MODO601から13ヶ月ぶりのメジャーリリースである。このバージョンより価格が少し上昇した。
このバージョンからThe Foundry社と合併。同社他製品ラインナップと違和感がないようにロゴ「modo」が大文字「MODO」に変更された。
映像系に強いThe Foundry社ソフトとの連動を意識したためか、エフェクト面(煙の表現等)での強化が見られる。
インポートされた扱いにくいメッシュをきれいなメッシュに変換するトポロジー関係にも機能追加された。
アニメーション関連ではオーディオがサポートされたためアニメに音をつけることが可能になった。
MODO 701新機能
- パーティクルシミュレーション：エミッターなどダイナミックにパーティクルを生成するシミュレーションエンジンを搭載。ライブシミュレーション機能を使っていろいろな方法でパーティクルを発生させることができる。パーティクルのスカルプティングやメッシュへの変換もできる。
- レイアウトスイッチャー(Ctrl+TABキー)：ショートカットキーを使用してモデルやレンダリングのレイアウトを素早く切り替え
- Ctrl+~（チルダ）キーでパイメニュー形式でレイアウトが表示 (Favoriteモード) これも上記と同じで好きな作業画面を複数登録し呼び出せる機能。任意で登録できる。
- コンターツール（等高線ツール）：非アクティブのアイテムの輪切りにして断面をカーブポリゴンとして生成。ブリッジツールと組み合わせた、リトポ時の使用を想定。
- ブリッジツール：複数のブリッジを一度に行うことができるようになった。上記のコンターツールと組み合わせて素早くトポロジーができるように作られている。
- トポロジーペンにPointモード、Fillモード追加
- エッジベベルツールに新しいオプション：Sharpモード(ポリゴンに対してインセットを行ったのと同じような分割) Squareモード(エッジからオフセットした位置にスライスを行い、エッジウェイトなしで丸みを帯びたシャープなエッジが追加可能)
- エッジやポリゴンのコピーアンドペースト機能の改善:エッジがコピーアンドペースト出来るように(601までは不可)
- item listにメッシュのマージとアンマージ追加 (Merge Meshes:選択した複数のメッシュを最初に選択したアイテムに結合 Unmerge Mesh:メッシュをポリゴングループ単位に別々のメッシュアイテムに分割 一つのメッシュアイテムに含まれている複数の部品を別々のメッシュアイテムに分離してアニメーションさせたい時などに便利)
- スプリットノーマル (エッジを部分的に鋭くする)
- Pythonスクリプトのインタープリタが大幅に強化：modoのコマンドライン版であるmodo_clに-console:pythonという引数をつけて起動すると、Pythonのコンソールとしてmodoを使用することができる
- スケマティックビューの強化
- アニメーション作業レイアウトの大幅な変更、
- アニメーションのオーディオサポート
- アニメーション タイムツールやモーションパスの編集機能の追加
- アニメーション ダイナミックペアレンティング ：インタラクティブに親子関係を変更することができる
- ポーズツールにダイナミックピニングの機能
- プレビューレンダリング：速度が前バージョンと比べものにならないぐらい[要説明]高速化
- スカルプティング速度の大幅な向上
- スカルプティングHUDの搭載
- スカルプト時のマスキング機能による使い勝手の向上
- 環境のインポータンスサンプリング :レンダリングに対する影響度の大きい重要な最適箇所を環境マップから抽出する技術で、モンテカルロ法と組み合わせてよりノイズの少ないレンダリングを高速に行うことが可。
- フィジカルスカイの計算モデルを従来のモデル式よりもより精度の高いモデルに変更
- カーブレンダリングの機能強化
- シェーダツリーでの作業レスポンスが大幅に向上し沢山のマテリアルやアイテムを持つシーンでのマテリアル設定作業に効果発揮。
- レンダープロキシ:レンダリング時に動的にモデルデータを呼び出す
- Linux版（ベータ版）
- プリセットの登録が簡単に。シェーダツリーからマテリアルをドラッグしてプリセットブラウザにドロップするとそのマテリアルのプリセットが自動的に作成される。
- modo 701では各レイアウトごとにキーボードショートカットを定義できるように。
- UTF-8のサポート：漢字などの2バイト文字を含んだファイル名の読み込みや保存時の問題を低減。
- (Macのみ)アプリケーションをフルスクリーンで表示するモードのサポート
- (Macのみ)Retinaディスプレイでフォントを綺麗に表示するための改善

### MODO 801
2014年4月リリース。
MODO 801新機能
- ノーダルシェーディング：従来のシェーダーツリー (ツリー構造ベースのシェーダー構築) に加え、ノードベースでのシェーダー構築が可能になった。

編集はスケマティックビューで行う。
- スナップ機能強化。
- ヘア機能強化。

### MODO 901
2015年8月リリース。
これまで別売りのプラグインとして提供されていたMeshFusionが統合された。
その他、UV関連機能が強化されている。

### MODO 12
2018年4月上旬にリリース。
価格は通常価格257,040円(税込)(日本語版)となっている。
MODO 12新機能
- プロシージャルモデリング / メッシュペイントの強化
- Modo VR レビューとレイアウト
- MeshFusion Surface Strips と Stitching
- AMD Radeon Pro Render

## Luxology社公認modoユーザーグループ
アップルストアのセミナーなどを前身として、有志による定期的なセミナーが開かれ、よりmodoを効率的に使えるように勉強会が行われている。
- modo user group OSAKA
- modo user group TOKYO